# Croton sulcifructus
Croton sulcifructus är en törelväxtart som beskrevs av Isaac Bayley Balfour. Croton sulcifructus ingår i släktet Croton och familjen törelväxter. Inga underarter finns listade i Catalogue of Life.